# 小町山
小町山（こまちやま）は、茨城県土浦市と石岡市との境に位置する標高361メートルの山。
山脈状に連なる筑波連山南部の山の一つで、西に標高372mの鬼越山、東に標高262mの旧朝日峠（小野越峠）、更にその東に標高301.8mの朝日山がある。山頂にはスカイスポーツの離陸場が設置され、北側には筑波連山の稜線に沿って筑波パープルライン（表筑波スカイライン）が東西に走っている。周辺は水郷筑波国定公園に指定されている。
小町山南麓の土浦市小野地区には、平安時代の歌人小野小町の伝説が残されている。小野小町は京から東北に旅する途中で清滝観音（土浦市小野）を参詣した際、病気で倒れてしまう。そこで小町山の東の峠を越えて北麓の北向山観音（石岡市小野越）で祈願するも、病気は回復せずに亡くなったとされる。土浦市小野地区には小野小町の墓とされる五輪塔が残されており、越えたとされる旧朝日峠は地元では「小野越峠」と呼ばれている。
近年南麓の土浦市小野地区では、伝説にちなみ「小野小町の里」として小町の館などの施設が建設された。もともと筑波連山の名もない里山だった小町山はこれにともない命名され、登山道も整備された。